# Motoi Iwa
Motoi Iwa är en kulle i Antarktis. Den ligger i Östantarktis. Norge gör anspråk på området. Toppen på Motoi Iwa är 2 341 meter över havet.
Terrängen runt Motoi Iwa är huvudsakligen lite kuperad. Trakten är obefolkad. Det finns inga samhällen i närheten.